# Maorimorpha
Maorimorpha is een geslacht van weekdieren uit de klasse van de Gastropoda (slakken).

## Soorten
- Maorimorpha secunda Powell, 1942
- Maorimorpha sulcata (Sowerby III, 1892)
- Maorimorpha suteri (Murdoch, 1905)